# 赛罕高毕苏木
赛罕高毕苏木，是中华人民共和国内蒙古自治区锡林郭勒盟苏尼特左旗下辖的一个乡镇级行政单位。

## 行政区划
赛罕高毕苏木下辖以下地区：
宝拉格嘎查、乌日根呼格吉勒嘎查、巴彦呼布尔嘎查、萨如拉敦吉嘎查、巴彦图古日格嘎查、巴彦芒来嘎查、敖日格勒图雅嘎查、巴彦登吉嘎查和巴彦敖日格勒嘎查。